# Stockage des déchets radioactifs en couche géologique profonde
Pour un article plus général, voir Gestion des déchets radioactifs.
 (mai 2025).
La mise en forme du texte ne suit pas les recommandations de Wikipédia : il faut le « wikifier ».
Les points d'amélioration suivants sont les cas les plus fréquents. Le détail des points à revoir est peut-être précisé sur la page de discussion.
- Les titres sont pré-formatés par le logiciel. Ils ne sont ni en capitales, ni en gras.
- Le texte ne doit pas être écrit en capitales (les noms de famille non plus), ni en gras, ni en italique, ni en « petit »…
- Le gras n'est utilisé que pour surligner le titre de l'article dans l'introduction, une seule fois.
- L'italique est rarement utilisé : mots en langue étrangère, titres d'œuvres, noms de bateaux, etc.
- Les citations ne sont pas en italique mais en corps de texte normal. Elles sont entourées par des guillemets français : « et ».
- Les listes à puces sont à éviter, des paragraphes rédigés étant largement préférés. Les tableaux sont à réserver à la présentation de données structurées (résultats, etc.).
- Les appels de note de bas de page (petits chiffres en exposant, introduits par l'outil «  Source ») sont à placer entre la fin de phrase et le point final[comme ça].
- Les liens internes (vers d'autres articles de Wikipédia) sont à choisir avec parcimonie. Créez des liens vers des articles approfondissant le sujet. Les termes génériques sans rapport avec le sujet sont à éviter, ainsi que les répétitions de liens vers un même terme.
- Les liens externes sont à placer uniquement dans une section « Liens externes », à la fin de l'article. Ces liens sont à choisir avec parcimonie suivant les règles définies. Si un lien sert de source à l'article, son insertion dans le texte est à faire par les notes de bas de page.
- La présentation des références doit suivre les conventions bibliographiques. Il est recommandé d'utiliser les modèles {{Ouvrage}}, {{Chapitre}}, {{Article}}, {{Lien web}} et/ou {{Bibliographie}}. Le mode d'édition visuel peut mettre en forme automatiquement les références.
- Insérer une infobox (cadre d'informations à droite) n'est pas obligatoire pour parachever la mise en page.

Pour une aide détaillée, merci de consulter Aide:Wikification.
Si vous pensez que ces points ont été résolus, vous pouvez retirer ce bandeau et améliorer la mise en forme d'un autre article.
Le stockage en couche géologique profonde, parfois appelé enfouissement, est envisagé pour confiner les déchets nucléaires, en complément du stockage en surface dans plusieurs pays, en particulier pour les déchets de haute et moyenne activité à vie longue. Il consiste à conditionner ces déchets puis à les placer dans une formation géologique stable en interposant des barrières naturelles et artificielles entre les déchets et l'environnement. Ce mode de gestion repose sur l'hypothèse que la rétention des déchets peut atteindre une durée suffisante pour assurer leur décroissance radioactive.
Le stockage des déchets nucléaires en profondeur est un sujet de polémique dans le monde entier et de nombreux mouvements et organisations écologistes luttent contre cette solution qu'ils jugent peu sûre, coûteuse et inutile.

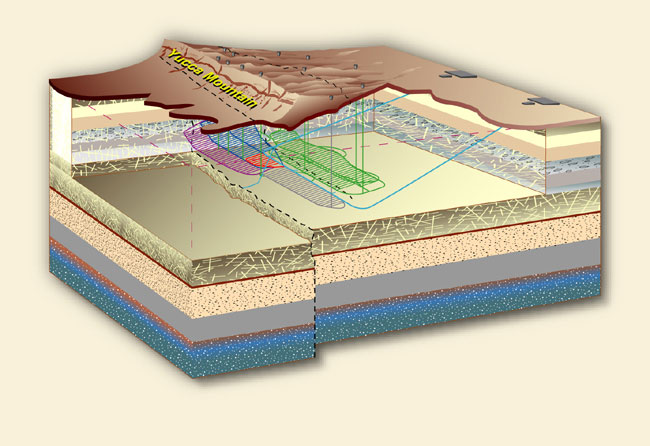
Schéma illustrant le principe de stockage du projet Yucca Mountain.

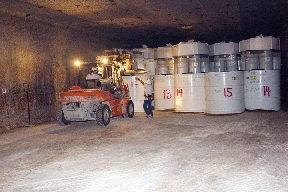
Techniciens déposant des déchets contenant des transuraniens dans une unité pilote près de Carlsbad au Nouveau-Mexique.

## Contexte

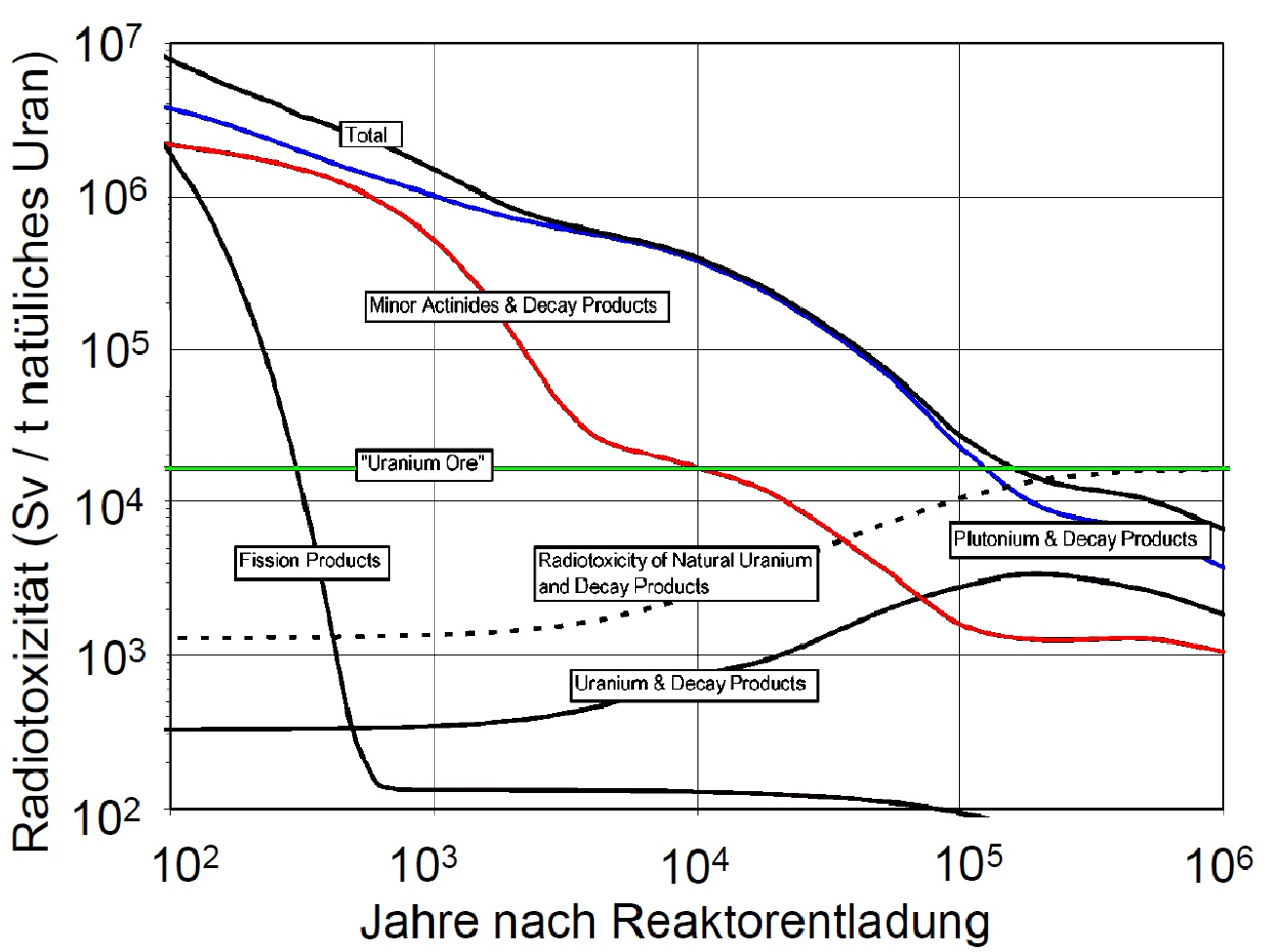
Évolution dans le temps de la radiotoxicité d'un combustible usagé : après mille ans les produits de fission cessent d'être significativement radiotoxiques ; après un million d'années le combustible est moins radiotoxique que le minerai d'uranium initial.

Les déchets radioactifs sont actuellement produits dans différents pays. La gestion de ces différents types de déchets repose sur leurs caractéristiques propres : niveau d'activité et période de décroissance. L'objectif visé est d'isoler les déchets de la biosphère jusqu'à ce que la radioactivité résiduelle soit inoffensive. Des modes de gestion différenciés (stockage en subsurface, entreposage, stockage profond, etc) sont utilisés ou envisagés selon les différents types de déchets.
Les déchets de haute activité et à vie longue (HAVL) et de moyenne activité et à vie longue (MAVL) émettent pendant des durées de plusieurs siècles ou millénaires des rayonnements ionisants.
Globalement (tout type de stockage confondu), un site de stockage ne retrouve le niveau de radioactivité moyenne de la croûte terrestre qu’au bout d’un million d’années : au-delà du million d’années, il n’est pas possible d’être affirmatif en ce qui concerne le devenir géologique du site (mouvements géologiques à l’échelle de la plaque continentale) mais cela ne devrait pas poser de problème puisque le site ne sera plus radioactif,. Par ailleurs, un colis type sera fiable sur environ dix mille ans; il faut donc se préoccuper des temps compris entre dix mille ans et un million d'années. Le mode de gestion de ces déchets doit donc permettre de les isoler de la biosphère pendant la durée nécessaire à leur décroissance.
Au-delà du million d'années, il restera néanmoins des métaux lourds, qui constituent des déchets toxiques. Les déchets nucléaires et les métaux lourds sont pris en compte au titre de Chemical pollution and the release of novel entities  (« Pollution chimique et le rejet de nouvelles entités ») dans le cadre des limites planétaires, reconnues par la France.
Il faut faire la distinction entre les arguments développés pour ou contre l'énergie nucléaire, et ceux développés pour ou contre les centres de stockage souterrains. Ainsi, un partisan de l'énergie nucléaire peut s'opposer au centre de stockage de Gorleben, tandis qu'il est tout à fait possible qu'un opposant à l'utilisation de l'énergie nucléaire s'y déclare favorable.

## Concept de stockage géologique
L'un des modes de gestion proposé (voire retenu) dans certains pays est le stockage en couche géologique profonde.
Le stockage géologique est conçu pour retarder le relâchement et la migration des radioéléments sur une échelle de temps compatible avec leur période de décroissance. Il repose sur une conception multi-barrières dont le niveau le plus élevé est la formation géologique en elle-même. Les autres barrières mises en place sont le colis de déchets en lui-même (qu'une étude de Nature invite à mieux évaluer), le colis de stockage ainsi que d'éventuels dispositifs de confinement telle une barrière ouvragée en bentonite. À ce titre, l'archéologie, et en particulier l'archéométallurgie, sont des sources d'information précieuses pour connaître le vieillissement des matériaux sur plusieurs siècles ou millénaires.
Différentes formations-hôtes sont actuellement étudiées ou utilisées dans le monde : tuf volcanique, granite, halite, argile, etc. Le comportement de ces différents matériaux vis-à-vis des contraintes du stockage (température et présence d'eau particulièrement) détermine la nature des barrières mises en place.

## Phénoménologie d'un stockage

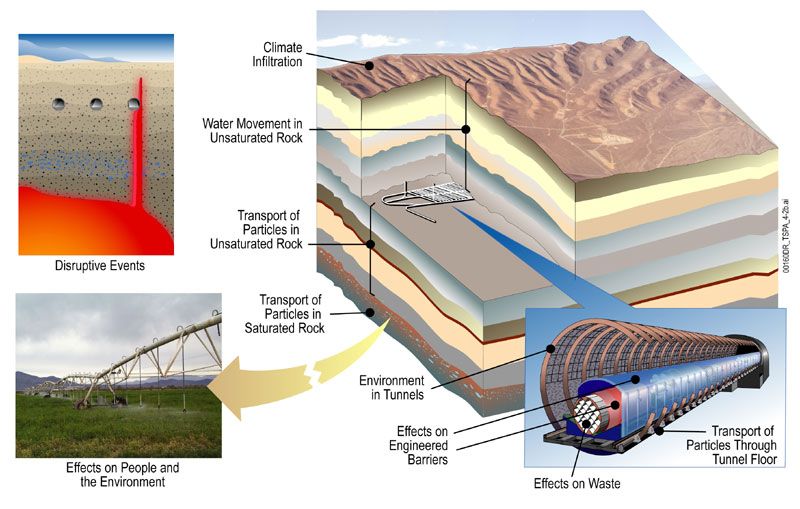
Modèle informatique du comportement du stockage Yucca Mountain

L'eau est a priori le principal facteur d'altération/corrosion des colis de déchets radioactifs d'une part, et le principal vecteur des éléments radioactifs éventuellement relâchés dans la barrière géologique d'autre part. La modélisation des déplacements de l'eau dans le sous-sol est un problème complexe. Elle fait appel à la loi de Darcy relative aux écoulements d'eau dans les milieux plus ou moins poreux. Dans ce type d'écoulement, c'est un différentiel de pression qui entraîne le déplacement de l'eau, celle-ci entraînant, en tout ou en partie, certains éléments avec elle.
Cependant, même là où l'eau ne peut se déplacer, sous forme ionique notamment, des éléments peuvent facilement migrer si un différentiel de concentration ou de pression (sous l'effet de la température par exemple) est établi, ou dans le cadre de phénomènes de microcapillarité ou nanocapillarité (on parle alors de diffusion moléculaire). Ce dernier phénomène sera par exemple largement prédominant dans le cas d'un stockage géologique dans de l'argile. Les équations de diffusion telles que celles établies par Fick devront aussi tenir compte d'autres phénomènes dont l'exclusion anionique qui peut fortement modifier les transferts d'anions en milieu poreux (en accélérant les flux d'anions dans certains systèmes microporeux et en leur interdisant l'accès à des pores où ils pourraient autrement se fixer dans le cadre de phénomènes de rétention chimique). Il est attribué à une répulsion électrostatique induite par la charge négative des surfaces solides ; elle est aussi décrite par une théorie dite « diffusive double-layer theory ». Les modèles de diffusion dans les argiles profondes doivent aussi intégrer les processus de réactivité chimique des argiles.
Les considérations précédentes partent incidemment du principe que tous les atomes radioactifs stockés sont sous forme de composés solubles dans l'eau. Cependant le réacteur nucléaire naturel d'Oklo (Afrique) qui a fonctionné des centaines de milliers d'années durant il y a près de deux milliards d'années, montre que le plutonium n'a migré que sur quelques décimètres avant de s'être complètement transmuté en uranium, ce qui a dû prendre quelque 100 000 ans environ. L'étude des minéraux naturels montre par ailleurs que des cristaux comme le zircon traversent des ères géologiques entières, et des cycles orogéniques de durée comparable, en restant inaltérés. Or, ils peuvent contenir de l'uranium, partiellement transformé en plomb. Le césium, dont on pensait qu'il pouvait migrer facilement, est immobilisé dans des minéraux tels que la rhodizite. Il est ainsi clair que la chimie géologique apporte des garanties de confinement pour des durées de l'ordre du milliard d'années, sachant que seulement quelques milliers d'années suffisent pour traiter les déchets ultimes artificiels.
Les eaux d'infiltrations peuvent modifier les propriétés microstructurales des ciments. On observe une dégradation de la microstructure, de la porosité et de l'élasticité des échantillons en contact.

## Sûreté du stockage géologique

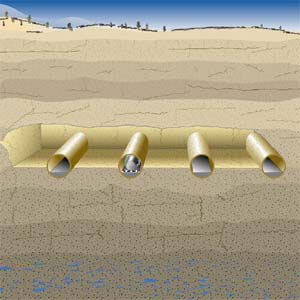
Barrières naturelles du stockage

Un site de stockage de déchets radioactifs peut entraîner plusieurs types de risques, nécessitant des réponses de natures variées:
- Des individus peuvent s'introduire sur le site. Ils peuvent être mis en danger et provoquer des dégâts.
- Des terroristes (terme générique) peuvent tenter de voler des colis de déchets, dans le but d’en disséminer la radioactivité.
- Les colis de déchets se dégradent avec le temps, conduisant à une dissémination de la radioactivité dans la géosphère.
- Des modifications géologiques à long terme peuvent perturber le site et en mobiliser le contenu.
- Les colis dégagent de l'hydrogène par radiolyse (voir Gaz dans les centres de stockage souterrains de déchets radioactifs), ce qui pose à terme le problème de la maîtrise du risque d'incendie[10],[11].

Les calculs de sûreté d'un stockage font appel à des notions probabilistes. Comme pour tout risque, deux paramètres sont déterminés pour évaluer les conséquences probables d'un événement (intrusion humaine, venue d'eau plus importante que prévu, séisme, glaciation, etc.) :
- la probabilité d'occurrence de l'événement en question ;
- la gravité des conséquences de l'occurrence d'un tel événement.

Là encore, l'étude de l'activité sur plusieurs siècles voire millénaires (archéosismologie) est importante. Le dimensionnement du stockage répond alors à la contrainte d'un impact sur la biosphère inférieur aux normes en vigueur. L'hydrométrie des galeries conditionne l'oxydation des matériaux, ce qui influe sur la production de gaz (hydrogène, méthane...)

## Perspectives et prospective à court, moyen et long termes
Le concept de stockage géologique en couche profonde est présenté comme étant un mode de gestion ne contraignant pas les générations futures sur la base des déchets actuellement produits. Selon les pays, les stockages projetés ou en exploitation sont réversibles ou irréversibles.
À plus long terme, ce stockage géologique permettrait aussi, selon ses promoteurs, d'anticiper d'éventuels bouleversements de la société : il resterait sûr même en cas d'oubli du site et d'arrêt de la surveillance. C'est un concept passif dont la sûreté ne dépend pas de l'action des générations futures.
Pour ses opposants (notamment les organisations écologistes à l'échelle européenne), l'exemple de la mine d'Asse qui a été sujet à des infiltrations entraînant une contamination nucléaire du milieu environnant prouve que le stockage des déchets par enfouissement présente des risques importants.
Qu'ils soient stockés en surface ou en profondeur ces déchets seront soumis aux aléas de l’histoire et à d’éventuelles catastrophes naturelles qui sont par définition peu prévisible (à long terme en particulier). La période radioactive moyenne de ces déchets est d’environ 250 000 ans, soit le temps qui nous sépare de la fin de la glaciation de Mindel et de l'Homme de Steinheim en pleine préhistoire néandertalienne. Cela implique de « trouver un moyen de communiquer le danger que représentent ces sites d’enfouissement aux générations futures, dans un horizon temporel sans commune mesure dans, et même avec, l’histoire des civilisations humaines ».

## Stockages géologiques profonds dans le monde

### Union européenne

#### Allemagne
La mine d'Asse a été utilisée au cours des années 1970 pour le stockage de déchets faiblement et moyennement radioactifs, puis en tant que laboratoire de recherche souterrain. Depuis 1995, le site est en cours de démantèlement. Elle accueille aujourd'hui des déchets nucléaires. L'eau pénètre dans une mine de sel, si la barrière de sel que l'on laisse en place tout autour de la mine est endommagée – soit parce que cette barrière a été perforée accidentellement, soit parce que la déformation de l'architecture en sel y provoque des déchirures. La mine d'Asse est spécialement menacée par l'eau parce que la barrière de sel n'est parfois que de quelques mètres.
Le site de stockage nucléaire de Gorleben a été initialement choisi comme centre de stockage géologique pour les déchets de haute activité et à vie longue et de moyenne activité à vie longue. Des installations ont été construites. Le projet est cependant contesté et est bloqué par un moratoire.
Le site de la mine Konrad fait l'objet d'études depuis 1975, les enfouissements de déchets nucléaires devant y commencer en 2027.

#### Belgique
La faisabilité d’un stockage géologique à grande profondeur est étudiée depuis 1974 par le laboratoire HADES du SCK CEN à Mol à 225 m de profondeur dans la couche d'argile de Boom. La décision officielle de recourir au stockage géologique pour les déchets HA-VL est annoncée en novembre 2022 par le gouvernement fédéral.

#### France
En France, après 15 ans de recherche organisée en 1991 par la loi Bataille, la solution de référence pour la gestion des déchets radioactifs de haute activité et de moyenne activité à vie longue est le stockage géologique profond. Cette solution reste débattue du point de vue technique (sûreté du concept par rapport à un entreposage notamment) et politique (processus décisionnel, choix du site pour l'éventuel centre de stockage). Les études sont menées par l'Agence nationale pour la gestion des déchets radioactifs qui exploite le laboratoire de recherche souterrain de Bure. Construit à 500 mètres de profondeur depuis l’an 2000, ce laboratoire situé à la limite des départements de la Meuse et de la Haute-Marne permet de réaliser des mesures et des expérimentations scientifiques et techniques de stockage de ces déchets radioactifs. La loi du 28 juin 2006 disposait que le projet Cigéo serait soumis au Parlement en 2015 et que, sous réserve de son acceptation, l'ouverture du centre de stockage interviendrait en 2025. Néanmoins, à la suite du débat public de 2013 puis de l'adoption en 2016 d'une nouvelle loi, les échéances ont été repoussées de plusieurs années, toujours avec la réserve de son acceptation. Le dossier d’options de sûreté (DOS), instruit depuis 2016 par l'ASN avec l'appui de l'IRSN et d'experts issus d’autorités de sûreté étrangères, a été jugé très bon par l'ASN, à la réserve du risque d'incendie présenté par l'emballage, constitué de bitume, de certains colis de déchets. La demande de déclaration d'utilité publique a été déposée en 2020 et, après avis de l’Autorité environnementale et enquête publique auprès des populations et territoires concernés, la demande a reçu un avis favorable le 20 décembre 2021.

#### Suède
À la fin des années 1970, alors que le choc pétrolier poussait les Suédois à choisir par référendum la voie de l'atome, le Premier ministre de l'époque Thorbjörn Fälldin avait imposé des conditions à ce choix qu'il regrettait : il faudrait impérativement traiter le problème de la gestion des déchets. Le site d'Äspö, creusé à plus de 400 mètres sous terre à partir de 1986 pour tester les technologies d'enfouissement des déchets nucléaires pour des milliers d'années, est finalement abandonné au profit de celui d'Östhammar, à quelques centaines de kilomètres plus au nord.
Le 30 janvier 2022, le gouvernement suédois décide d'approuver la solution de stockage définitif des déchets nucléaires proposée par la Société suédoise de gestion du combustible et des déchets nucléaires (SKB). Douze mille tonnes de déchets hautement radioactifs seront confinées dans des capsules en cuivre qui, protégées par de l'argile, seront enfouies dans la roche à 500 mètres de profondeur, près de la centrale de Forsmark, à environ 100 km au nord de Stockholm, le long de la Baltique.

### Australie
L'État d'Australie-Méridionale envisageait de construire un site d'enfouissement des déchets hautement radioactifs venant du monde entier. Après la tenue d'une commission royale d'enquête, favorable au projet en mai 2016, des citoyens australiens choisis au hasard se prononcent massivement contre ce projet en novembre 2016.

### Japon
L'Agence japonaise de l'énergie atomique construit deux laboratoires souterrains :
- l'un à Mizunami (Île de Honshū), dans une formation cristalline à 1 000 m ;
- l'autre à Horonobe (Île de Hokkaido), en milieu sédimentaire argileux à 500 m.

Le fonçage des puits a commencé en 2004 à Mizunami et en 2005 à Honorobe.

### Chine
Le gouvernement chinois a décidé que les déchets radioactifs à vie longue devaient être stockés à grande profondeur. Un site a été choisi dans la province du Gansu, au nord-ouest de la ville de Jiayuguan, pour mener des recherches dans un laboratoire souterrain qui sera creusé dans le granite. Le fonçage doit commencer en 2020.

### États-Unis
Construit au terme de vingt ans d'études, le Waste Isolation Pilot Plant à Carlsbad (Nouveau-Mexique) accueille des déchets de transuraniens depuis 1999. Fermé en février 2014 à la suite d'un accident, il est rouvert en 2016, pour une activité limitée. En 2016, plusieurs éboulements retardent encore sa remise en service qui est autorisée par l'administration Obama le 8 décembre 2016. Les transferts de déchets reprennent le 10 avril 2017.
Le site de Yucca Mountain (Nevada) est étudié depuis 1978 et est proposé comme site de stockage pour les déchets de la production électronucléaire. Le planning prévisionnel du département de l'Énergie des États-Unis prévoyait une mise en service en 2017, mais il est suspendu en 2008. En 2018, une loi décidant la relance du projet est adoptée à la Chambre des représentants à une large majorité.

### Suisse

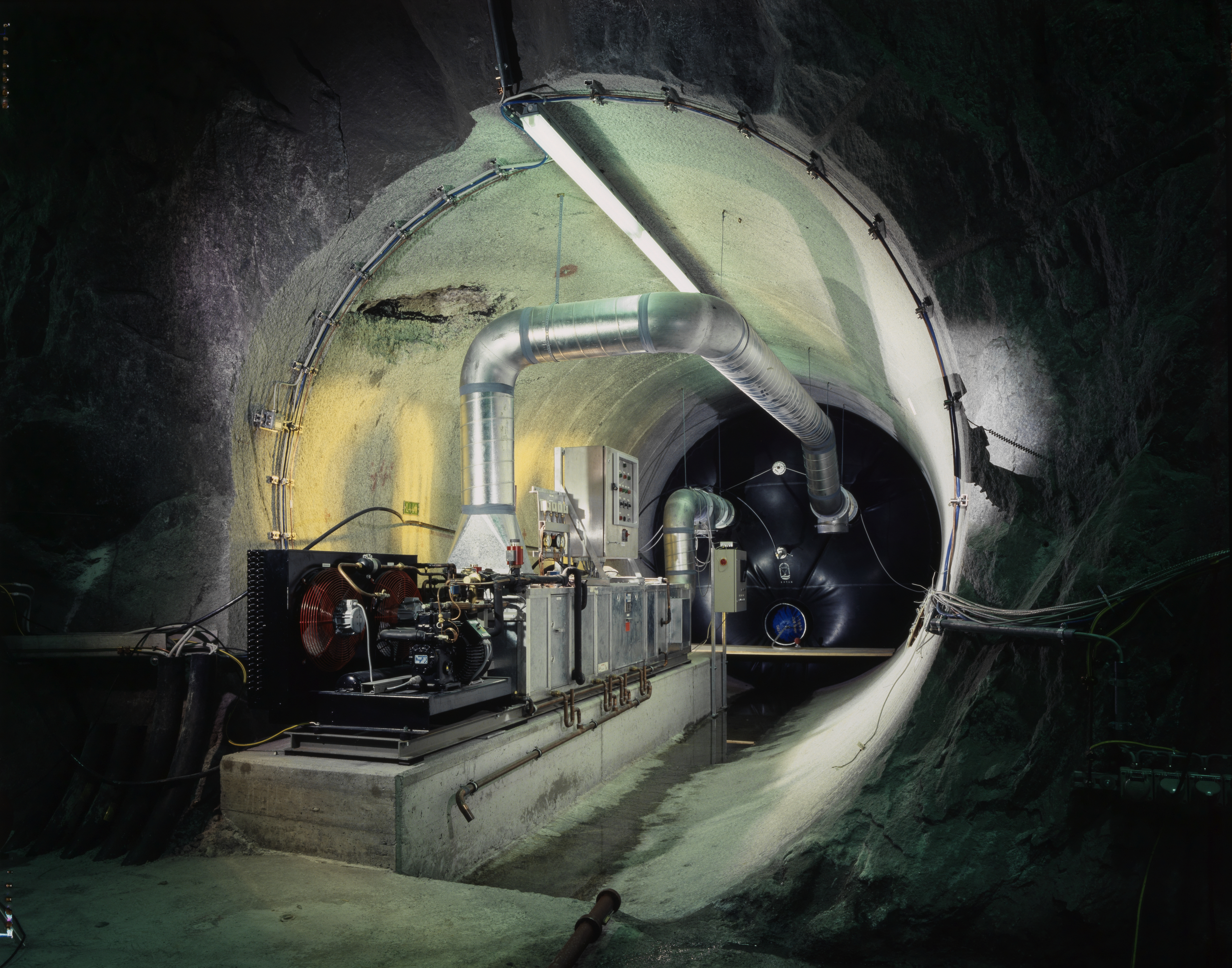
Le laboratoire du Grimsel, avril 1985.

À la suite de la votation fédérale du 21 mai 2017, la Suisse a programmé la sortie du nucléaire avec la décision de ne pas construire de nouveaux réacteurs nucléaires. Les déchets radioactifs sont entreposés et refroidissent provisoirement dans d’immenses bassins sur les sites des centrales et dans le centre d'entreposage temporaire de déchets nucléaires à faible radioactivité de Zwilag (géré par la société Zwischenlager Würenlingen AG), à Würenlingen dans le canton d’Argovie.
Deux laboratoires sont utilisés par la Nagra pour étudier la faisabilité d'un stockage à grande profondeur. Le Laboratoire souterrain du Mont Terri, dans le Jura, étudie les propriétés de l'argile. Celui du Grimsel, dans le canton de Berne, sert à des recherches analogues sur le granite,.
La loi sur l’énergie nucléaire dispose que les déchets doivent rester sur le territoire helvétique et être enfouis dans des dépôts en couches géologiques profondes. Trois sites ont été étudiés sur le versant nord des Lägern (AG/ZH), dans le Jura-est (AG) et dans la région viticole du Weinland zurichois. En 2022, la Nagra annonce retenir un site du nord des Lägern.

## Controverses scientifiques
Certains, comme l'astrophysicien Jean-Pierre Petit et l'agronome Bertrand Thuillier, critiquent la solution du stockage à grande profondeur en raison, notamment, des risques d'explosion et d'incendie dus au dégagement d'hydrogène par les déchets. Bernard Laponche et l’association Global Chance préconisent un stockage à faible profondeur (environ une cinquantaine de mètres) à titre provisoire en attendant que les progrès de la recherche aient permis de mettre au point un procédé permettant de faire décroître la radioactivité des déchets HAVL, mais cela n’est accepté dans aucun pays du monde par les autorités de contrôle du secteur nucléaire et suscite un fort scepticisme chez les militants anti-nucléaires. Un rapport de l’IRSN a d’ailleurs montré en 2019 que les pays étrangers qui ont étudié cette solution l’ont soit définitivement abandonnée, soit mise en œuvre à titre transitoire comme préalable à la création d’un stockage définitif à grande profondeur.
Selon le sénateur Daniel Goulet, Claude Allègre, ancien président du BRGM, aurait déclaré : « On a raison de se mobiliser contre les méthodes de stockage ; géologiquement parlant, le sous-sol est le plus mauvais endroit pour stocker les déchets à cause de l'eau qui y circule et pénètre partout ». Cependant, selon Olivier Méplan, de l'Institut de physique nucléaire d'Orsay, si le site est correctement choisi, l'eau qui imbibe le sous-sol ne « circule » qu'à des vitesses très faibles ; le temps pour l'eau d'atteindre un exutoire, soit quelques milliers d'années, les principaux ions radioactifs solubles ont disparu du fait de la décroissance radioactive.

#### Généraux
- Déchets-radioactifs.com Site d'information pédagogique sur la radioactivité, les déchets radioactifs et leur gestion (site édité par l'Andra)
- (en) La gestion des déchets radioactifs dans l'argile, sur le site de l'Agence pour l'énergie nucléaire
- Convention commune sur la sureté de la gestion du combustible usé et sur la sureté de la gestion des déchets radioactifs, sur le site de l'Agence internationale de l'énergie atomique (AIEA)

#### France
- http://www.andra.fr/andra-meuse
- https://web.archive.org/web/20040720210627/http://www.recherche.gouv.fr/technologie/energie/spr2003.pdf
- http://www.assemblee-nationale.fr/rap-oecst/stockanuc/r2257.asp
- http://www.burestop.eu/ Collectif Burestop 55 Déchets nucléaires : ne pas enfouir ! Arrêter d'en produire !

#### États-Unis
- http://www.nrc.gov/waste/hlw-disposal.html
- http://www.ocrwm.doe.gov/factsheets/doeymp0405.shtml
- http://www.wipp.energy.gov/ Sur WIPP (Waste Isolation Pilot Plant), qui accueille depuis 1999 des déchets d'origine militaire de moyenne activité dans une couche de sel profonde dans le Nouveau-Mexique